# The Best & The Rest
The Best & The Rest – album kompilacyjny Kayah wydany 29 kwietnia 2005 roku. Podwójna płyta zawiera największe przeboje i muzyczne rarytasy z kariery wokalistki. Album zadebiutował na pierwszym miejscu listy sprzedaży OLiS, oraz, co ciekawe, już przed premierą pokrył się złotem. Do końca 2005 roku sprzedano ponad 30 tysięcy egzemplarzy.

## O albumie
Piosenki „Na językach”, „Córeczko” i „Dobry potwór nie jest zły” zostały ponownie nagrane w zmienionych wersjach, specjalnie na potrzeby tego krążka. Wiele utworów po raz pierwszy pojawiło się na albumie Kayah. Były bowiem dotąd dostępne jedynie na różnych składankach, ścieżkach dźwiękowych do filmów i albumach innych artystów.
Krążek ten był ostatnim albumem artystki wydanym przez Sony BMG Music Entertainment Poland. Wszystkie jej późniejsze płyty zostały wydawane przez własną firmę Kayax.
Nagranie „Prócz ciebie, nic” wygrało w 2005 roku Superjedynkę w kategorii przebój roku. W 2006 roku Kayah otrzymała 2 nominacje do Nagrody Muzycznej Fryderyk w kategoriach autor roku i piosenka roku („Prócz ciebie, nic”), wygrywając w tej ostatniej.
Teledysk do utworu „Jutro rano”, nakręcony przez Annę Maliszewską, był 3-krotnie nominowany na Festiwalu Polskich Wideoklipów Yach Film w 2006 roku za najlepszą reżyserię, scenariusz oraz w kategorii Grand Prix.

## Lista utworów
|     | Tytuł                                                   | Długość |
| --- | ------------------------------------------------------- | ------- |
| #   | CD1 – THE BEST                                          |         |
| 1.  | „Jutro rano” (gościnnie Smolik)                         | 3:10    |
| 2.  | „Prócz ciebie, nic” (gościnnie Krzysztof Kiljański)     | 3:36    |
| 3.  | „Do D.N.A.”                                             | 4:32    |
| 4.  | „Testosteron”                                           | 3:07    |
| 5.  | „Embarcação” (gościnnie Cesária Évora)                  | 3:26    |
| 6.  | „Anioł wiedział”                                        | 3:40    |
| 7.  | „Jaka ja Kayah”                                         | 4:53    |
| 8.  | „Nie ma, nie ma ciebie” (gościnnie Goran Bregović)      | 3:49    |
| 9.  | „To nie ptak” (gościnnie Goran Bregović)                | 4:40    |
| 10. | „Prawy do lewego” (gościnnie Goran Bregović)            | 3:25    |
| 11. | „Śpij kochanie, śpij” (gościnnie Goran Bregović)        | 4:31    |
| 12. | „Supermenka”                                            | 3:36    |
| 13. | „Na językach”                                           | 4:48    |
| 14. | „Fleciki”                                               | 5:02    |
| 15. | „Santana”                                               | 4:40    |
| 16. | „Córeczko”                                              | 2:58    |
| #   | CD2 – THE REST                                          |         |
| 1.  | „Wybacz kochanie”                                       | 2:23    |
| 2.  | „Jestem zła”                                            | 3:12    |
| 3.  | „Życie jest darem”                                      | 4:47    |
| 4.  | „Najpiękniejsi” (gościnnie Poluzjanci)                  | 3:57    |
| 5.  | „Wiosna przyjdzie i tak”                                | 3:14    |
| 6.  | „Testosteron” (Orkiestra mix)                           | 3:16    |
| 7.  | „Uwierz... to nie ja” (gościnnie Urszula)               | 4:16    |
| 8.  | „Jaka ja Kayah” (Smolik Edit)                           | 7:14    |
| 9.  | „Anioł wiedział” (Smolik Edit)                          | 6:04    |
| 10. | „Miłość ci wszystko wybaczy” (gościnnie Goran Bregović) | 2:50    |
| 11. | „Dobry potwór nie jest zły” (gościnnie Roch)            | 2:43    |
| 12. | „Duchy tych co mieszkali tu”                            | 3:23    |
| 13. | „Hit” (gościnnie Michał Urbaniak & Rejs)                | 3:58    |
| 14. | „Amen” (gościnnie Vera Bila & Chico & The Gypsie Kings) | 3:10    |

## Sprzedaż
| Oficjalna Lista Sprzedaży OLiS |    |    |    |    |    |    |    |    |    |    |    |    |    |    |    |    |    |    |    |    |    |     |    |    |    |
| Tydzień                        | 01 | 02 | 03 | 04 | 05 | 06 | 07 | 08 | 09 | 10 | 11 | 12 | 13 | 14 | 15 | 16 | 17 | 18 | 19 | 20 | 21 | ... | 32 | 33 | 34 |
| Pozycja                        | 1  | 1  | 1  | 3  | 6  | 7  | 8  | 17 | 14 | 16 | 16 | 16 | 14 | 19 | 18 | 21 | 21 | 30 | 37 | 37 | 45 | -   | 45 | -  | -  |

- 29.06.2005 r. płyta uzyskała certyfikat złotej[3].

## Single
- „Prócz ciebie, nic” - wydany w grudniu 2004 roku, promował pierwotnie płytę Krzysztofa Kiljańskiego In the Room. Piosenka stała się ogromnym przebojem w 2005 roku (m.in. numer 1 na Liście Przebojów Trójki[4]).
- „Najpiękniejsi” - wydany w lutym 2005 roku. Singel był zapowiedzią nowego albumu zespołu Poluzjanci, do którego wydania jednak nie doszło.
- „Jutro rano” - wydany w maju 2005 roku, jako jedyny promował tylko i wyłącznie płytę The Best & The Rest. Singel promocyjny zawierał również remiks piosenki.